# المركز الإمارتي لحماية طائر الحبار (أولاد عباد)
المركز الإمارتي لحماية طائر الحبار هو دُوَّار يقع بجماعة سيدي بوطيب، إقليم بولمان، جهة فاس مكناس في المملكة المغربية. ينتمي الدوّار لمشيخة أولاد عباد التي تضم 6 دواوير. يقدر عدد سكانه بـ 37 نسمة حسب الإحصاء الرسمي للسكان والسكنى لسنة 2004.

## روابط خارجية
- البوابة الوطنية للجماعات الترابية
- المندوبية السامية للتخطيط